# Bowdon (Georgia)
Bowdon – miasto w Stanach Zjednoczonych, w stanie Georgia, w hrabstwie Carroll.